# Pleven (huyện)
Pleven là một huyện thuộc tỉnh Pleven, Bungaria. Dân số thời điểm năm 2001 là 149174 người.